# Hrastar
Hrastar je priimek v Sloveniji, ki so ga po podatkih Statističnega urada Republike Slovenije na dan 1. januarja 2010 uporabljale 302 osebe.

## Pomembni nosilci priimka
- Aljaž Hrastar, glasbenik, kantavtor
- Aljoša Hrastar, glasbenik
- Branka Zobec Hrastar, pravnica, tožilka, odvetnica
- Franci Hrastar (*1944), zdravnik psihiater
- Mateja A. Hrastar, novinarka, publicistka
- Zvonko Hrastar, kriminalist, UDV-jevec
- Uroš Hrastar, programer